# Watchstone

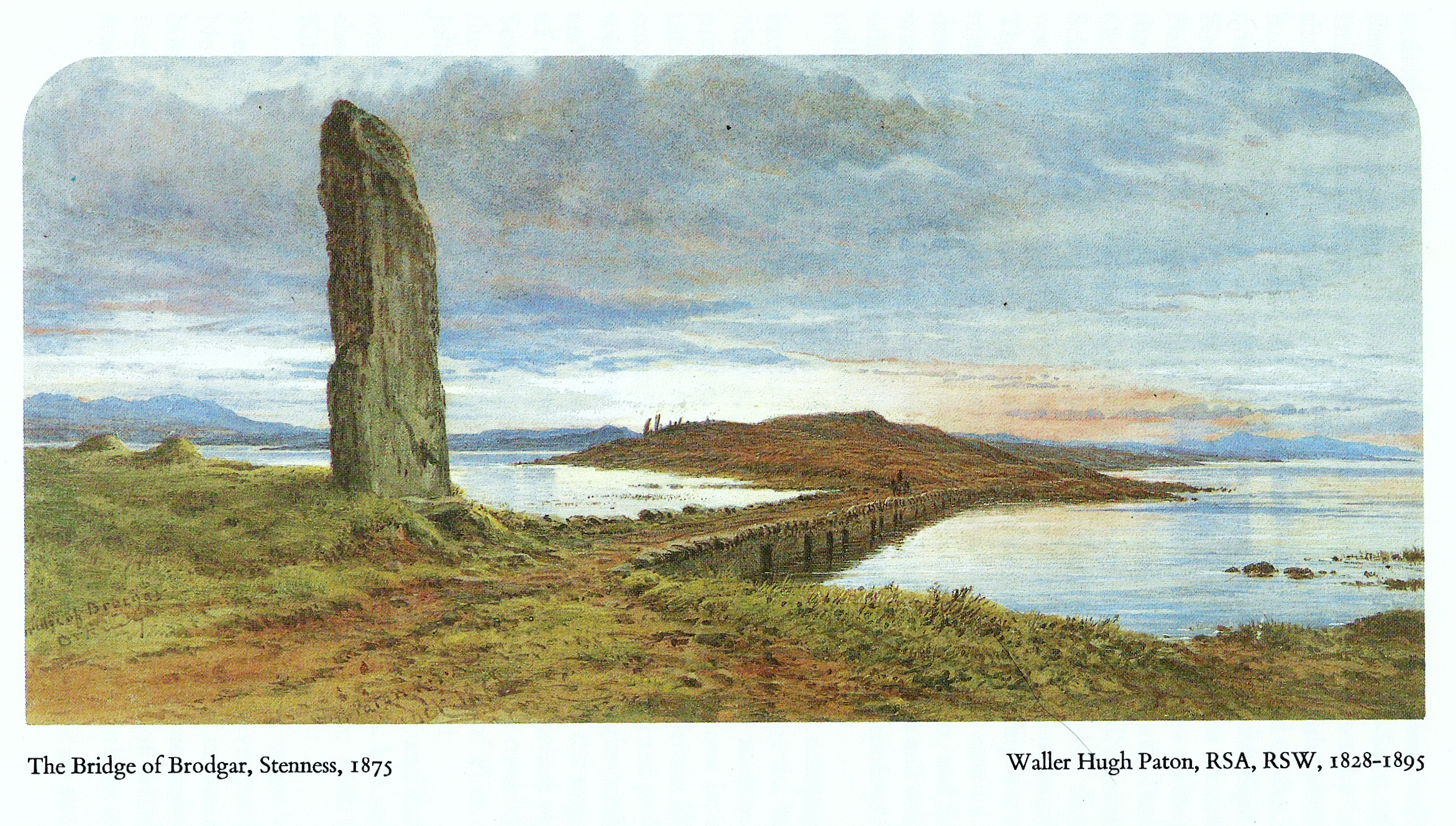
Der Watchstone, gemalt 1875 von Walter Hugh Patton (1828–1895)

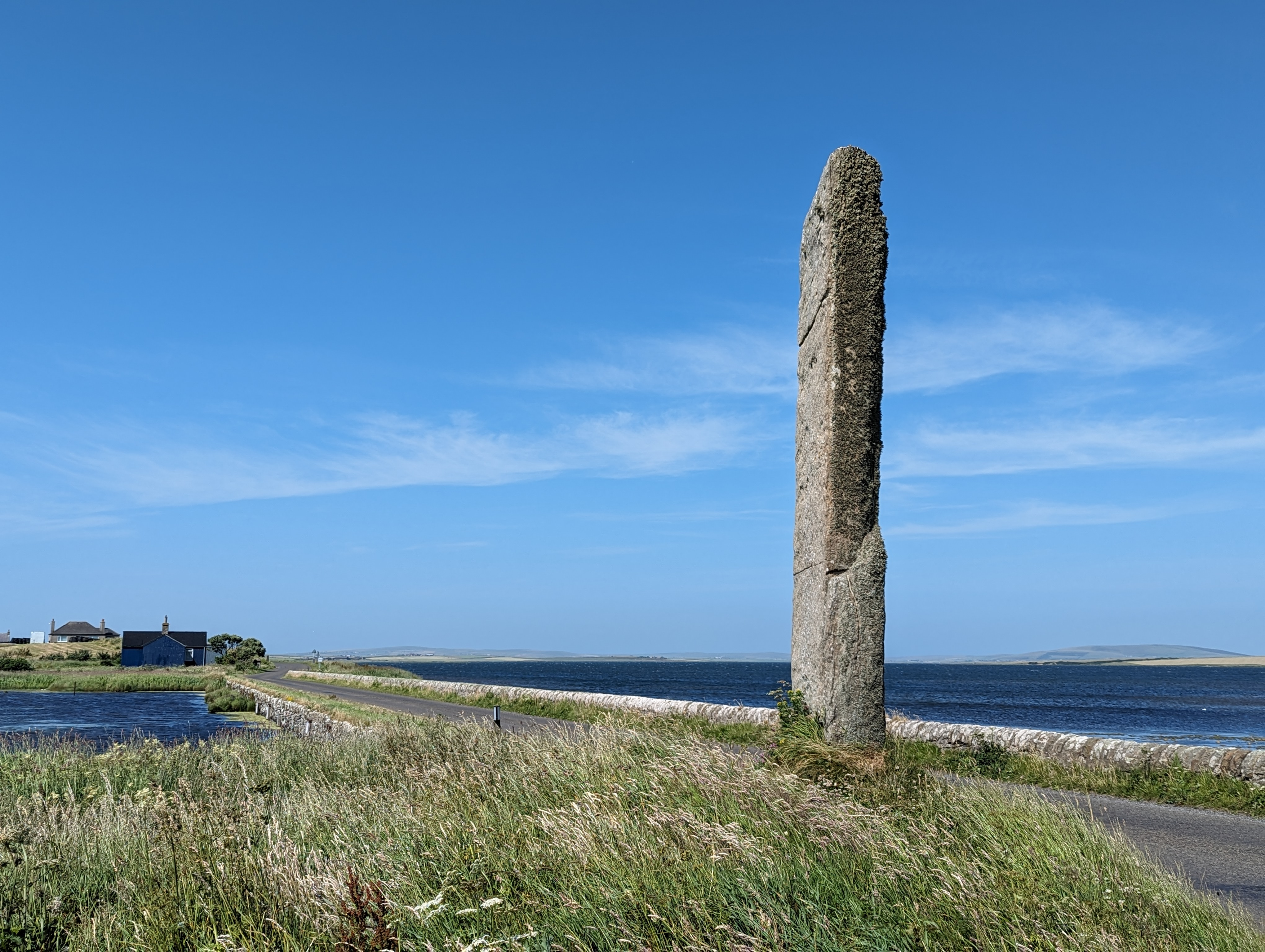
Der Watchstone

Der Watchstone, einer der imposantesten Menhire (englisch Standing Stone) der Orkney, steht im Nordwesten der Stones of Stenness am südlichen Ende der „Bridge of Brodgar“, in Stenness auf der Orkneyinsel Mainland in Schottland.
Der mehr als 5,6 Meter hohe Stein steht nahe der Stelle, wo sich der See von Stenness und der von Harray treffen.
James Wilson schrieb in: A voyage round the coasts of Scotland and the isles noch 1842: „Beiderseits des südlichen Endes der Brücke, die zum nördlichen Vorgebirge führt, steht ein großer Wachpostenstein ...“.  1875 zeichnete Walter Hugh Patton nur noch einen Stein.
Der Watchstone war ein Stein eines Steinpaares, das entweder Ausreißer (englisch outlier) des Steinkreises Stones of Stenness war, oder einen torartigen Zugang zum Ness of Brodgar markierte. Der Stumpf des zweiten Steins wurde 1930 in einem Wall am Straßenrand ausgegraben. Der 0,9 m hohe, 1,45 m breite und sehr dünne Stumpf befand sich etwa 13,0 Meter südwestlich des Watchstone am Rand des Loch of Stenness.
Seine Entdeckung führte zu der Theorie, dass die beiden Steine Überreste des südöstlichen Abschnitts eines großen Steinkreises waren, dessen Rest verschwunden ist, als sich der Pegel des Lochs erhöhte. Seit langem wird aber auch angenommen, dass die Megalithen einst Teil einer steinflankierten zeremoniellen Route zwischen dem Ring of Brodgar und den Stones of Stenness waren.
Megalithen, die angeblich Teil dieser Prozessionstraße gewesen sein sollen, sind der Odin Stone, der Comet-Stone und zwei namenlose Steine vor dem House of Lochview. Geophysikalische Untersuchungen auf dem Ness of Brodgar haben jedoch keine Hinweise auf einen Steinpfad ergeben.